# YBX2
La proteína 2 de unión a la caja Y es una proteína que en humanos está codificada por el gen YBX2. Este gen codifica una proteína de unión a ácidos nucleicos que se expresa en gran medida en las células germinales. La proteína codificada se une a un elemento de la caja Y en los promotores de ciertos genes, pero también se une al ARNm transcrito de estos genes. Los pseudogenes de este gen se encuentran en los cromosomas 10 y 15.